# Zügelloses Blut
Zügelloses Blut ist ein deutsches Stummfilmmelodram aus dem Jahre 1917, einer der ersten deutschen Filme Pola Negris.

## Handlung
Maud Morton, die ein wenig übermütige und ungezwungen lebende Tochter eines Fabrikanten, wird ihr unbekümmertes Verhalten eines Tages zum Verhängnis. Auf einem Ball gerät sie in die Fänge eines Grafen, der das junge Mädchen verführt. Aus dieser Liaison entsteht ein Kind. Maud will verhindern, dass ihre Eltern von diesem Fehltritt erfahren und gibt ihr Baby daraufhin ihrer Ziehschwester Ellen zur Pflege.
Nun wiederum gerät Ellen ihrem Ehemann gegenüber in Erklärungsnot, glaubt dieser doch, dass ihm seine bislang anständige Gattin fremd gegangen sei. Er verstößt Ellen daraufhin. Bald jedoch gerät ihr Mann in die Fänge von Betrügern, woraus ausgerechnet Ellen ihn befreit. Er muss einsehen, dass er sich in seiner Frau getäuscht hat. Ellen, eine Seele von Mensch, gelingt es sogar, Maud und ihren Grafen zusammenzubringen.

## Produktionsnotizen
Zügelloses Blut entstand im Frühjahr 1917 im Saturn-Film-Atelier in Berlin Große Frankfurter Straße. Der fünfaktige Film war je nach Fassung 1600 bis 1621 Meter lang und wurde im Mai 1917 der deutschen Zensur vorgelegt. In Österreich passierte er Anfang November 1917 die Filmzensur. Die Uraufführung in Berlin war vermutlich Mitte 1917.

## Kritik
„In der Rolle eines überaus temperamentvollen jungen Mädchens, das in seiner Zügellosigkeit jede Gelegenheit dazu benützt, irgendeinen Streich zu begehen, war Pola Negri entzückend. (...) Die Darstellung der pikanten Schauspielerin ist eine Glanzleistung und auch der fesselnde, wechselvolle Inhalt, die prächtigen Bilder und die ausgezeichnete Inszenierung hoben den Film weit über das Niveau der Durchschnittsdramen.“

In Paimann’s Filmlisten ist zu lesen: „Stoff phantastisch, Spiel und Photos sehr gut. Szenerie gut.“